# ديفيد مكاي (صحفي)
ديفيد مكاي (بالإنجليزية: David McKay)‏ هو صحفي أسترالي، ولد في 14 مايو 1921 في North Sydney ‏ في أستراليا، وتوفي في 26 ديسمبر 2004 بسبب سرطان.